# Káto Dhiminió
Káto Dhiminió (Kato Diminio) är en ort i Grekland.   Den ligger i prefekturen Nomós Korinthías och regionen Peloponnesos, i den sydöstra delen av landet, 90 km väster om huvudstaden Aten. Káto Dhiminió ligger 4 meter över havet och antalet invånare är 1 201.
Terrängen runt Káto Dhiminió är varierad. Havet är nära Káto Dhiminió åt nordost.Runt Káto Dhiminió är det ganska tätbefolkat, med 96 invånare per kvadratkilometer. Närmaste större samhälle är Kiáto, 1,9 km sydost om Káto Dhiminió. Trakten runt Káto Dhiminió består till största delen av jordbruksmark.